# 3-as villamos (Brüsszel)
A brüsszeli 3-as jelzésű villamos a Churchill és az Esplanade megállók között közlekedik az észak-déli prémétro alagúton keresztül.  2007. július 27-én lett megszüntetve, újraindítása a vonalhálózat átszervezésének keretében történt meg. 2008. június 30-án indult újra közel egy év szünetelés után. 2009. augusztus 31-én meghosszabbították az Esplanade megállállóig a 3-as és 4-es vonalak végállomáscseréje miatt, míg addig csak a Gare du Nord/Noordstation megállóig közlekedett. Ez a vonal hamarosan megkaphatja a lámpás kereszteződésekben az elsőbbséget egy távirányítású rendszernek köszönhetően.
2001-ben a STIB PCC 7700-as kocsikat üzemeltet a 3-as vonalon. 2008 nyara óta pedig T3000-es és T4000-es Bombardier villamosok közlekednek rajta.

## Állomások
|  |   |  | Állomások                                     | Típus    | Városrészek           | Átszállások                                                                  |
|  | - |  | --------------------------------------------- | -------- | --------------------- | ---------------------------------------------------------------------------- |
|  | o |  | Esplanade                                     |          | Brüsszel              |                                                                              |
|  | o |  | De Wand                                       |          | Brüsszel              | 7 19 - 53 - De Lijn                                                          |
|  | o |  | Araucaria                                     |          | Brüsszel              | 7                                                                            |
|  | o |  | Buissonnets / Braambosjes                     |          | Brüsszel              | 7                                                                            |
|  | o |  | Heembeek                                      |          | Brüsszel              | 7 - 47                                                                       |
|  | o |  | Van Praet                                     |          | Brüsszel              | 7 - 47 57                                                                    |
|  | o |  | Docks Bruxsel                                 |          | Brüsszel              | 7 - 58                                                                       |
|  | o |  | Mabru                                         |          | Brüsszel              |                                                                              |
|  | o |  | Jules de Trooz                                |          | Brüsszel              | 62 93 - 47 - N18                                                             |
|  | o |  | Masui                                         |          | Schaerbeek            | 62 93 - 47 58 - N18                                                          |
|  | o |  | Thomas                                        |          | Schaerbeek            | 25 32 55 62 93                                                               |
|  | o |  | Gare du Nord / Noordstation                   | Premetró | Schaerbeek            | 4 25 32 55 - 14 20 57 58 61 - SNCB - De Lijn                                 |
|  | o |  | Rogier                                        | Premetró | Brüsszel              | 2 6 - 4 25 32 55 - 47 58 61 88 - N18 - De Lijn                               |
|  | o |  | De Brouckère                                  | Premetró | Brüsszel              | 1 5 - 4 32 - 29 47 66 71 86 88 - N04 N05 N06 N08 N09 N10 N11 N12 N13 N16 N18 |
|  | o |  | Bourse / Beurs                                | Premetró | Brüsszel              | 4 32 - 33 48 86 95 - N04 N05 N06 N08 N09 N10 N11 N12 N13 N16                 |
|  | o |  | Anneessens                                    | Premetró | Brüsszel              | 4 32 - 33 46 86 - N04 N05 N06 N08 N09 N10 N11 N12 N13 N16                    |
|  | o |  | Lemonnier                                     | Premetró | Brüsszel              | 4 32 51 82 - N13                                                             |
|  | o |  | Gare du Midi / Zuidstation                    | Premetró | Saint-Gilles          | 2 6 - 4 32 51 81 82 - 27 49 50 78 - SNCB - De Lijn - TEC                     |
|  | o |  | Porte de Hal / Hallepoort                     | Premetró | Saint-Gilles          | 2 6 - 4 51 - 27 48 - N12 - De Lijn - TEC                                     |
|  | o |  | Parvis de Saint-Gilles / Sint-Gillisvoorplein | Premetró | Saint-Gilles          | 4 51 - 48 - N12                                                              |
|  | o |  | Horta                                         | Premetró | Saint-Gilles          | 4 51                                                                         |
|  | o |  | Albert                                        | Premetró | Forest / Saint-Gilles | 4 51 - 37 48 54 - N11                                                        |
|  | o |  | Berkendael/Berkendaal                         |          | Forest                | 4                                                                            |
|  | o |  | Vanderkindere                                 |          | Uccle                 | 4 7 92                                                                       |
|  | o |  | Churchill                                     |          | Uccle                 | 7                                                                            |

## Fordítás
- Ez a szócikk részben vagy egészben  a   Ligne 3 du tram de Bruxelles című francia Wikipédia-szócikk ezen változatának fordításán alapul.  Az eredeti cikk szerkesztőit annak laptörténete sorolja fel. Ez a jelzés csupán a megfogalmazás eredetét és a szerzői jogokat jelzi, nem szolgál a cikkben szereplő információk forrásmegjelöléseként.